# Mittagsblatt

Ausgabe vom 2. Oktober 1939

Das Mittagsblatt war eine illustrierte deutsche Tageszeitung, die von 1939 bis 1945 erschien und ab 1940 vom nationalsozialistischen Verlag des Hamburger Tageblattes gedruckt und verlegt wurde.

## Verlag
Als Verlag der Zeitung firmierte anfangs die Hamburger Nachrichten GmbH. Das Mittagsblatt hatte den Untertitel Hamburger illustrierte Zeitung für Politik, Sport, Unterhaltung, später noch ergänzt um den Zusatz zwischen Front und Heimat. Das Blatt erschien von 1939 bis zum Ende des Zweiten Weltkriegs. Besonders war die reichlich illustrierte Aufmachung des Blattes mit einem sehr umfangreichen Sportteil, der oftmals auch bebildert war. Später wurde das Mittagsblatt von der Hamburger Tageblatt GmbH verlegt.
Ausgaben der Zeitung sind mit Lücken bei Hamburger Kulturgut Digital verfügbar.

## Geschichte
Der Hamburgische Correspondent hatte schon 1881 eine Mittagszeitschrift herausgebracht, aus der das Mittagsblatt 1897 entstand. Nach der Übernahme des Verlags des Hamburgischen Correspondent durch die Hamburger Nachrichten ging das Mittagsblatt in den Hamburger Nachrichten am Mittag auf. 1939 erfolgte die erneute Umbenennung zum Mittagsblatt.